# Rauðskinna
Rauðskinna (Boken om Makt), är en isländsk bok om svart magi som enligt legenden begravdes med sin författare, biskop Gottskálk grimmi Nikulásson a Holar. Rauðskinna handlar om att lära sig att bli en sådan mästare i magi att man kan skaffa sig kontroll över Satan. Boken har figurerat i flera folksagor, särskilt de som handlar om människor som har försökt få tillgång till den. En känd folksaga handlar om hur magikern Loftur Þorsteinsson försökte mana fram boken men sedan förlorade sitt liv på grund av det. 